# Moieciu
Moieciu é uma comuna romena localizada no distrito de Brașov, na região histórica da Transilvânia. A comuna possui uma área de 94.91 km² e sua população era de 4689 habitantes segundo o censo de 2007.